# Dassault Ouragan
El Dassault M.D.450 Ouragan va ser el primer caça bombarder a reacció dissenyat a França que entrà en producció. Va suposar un ressorgiment de la indústria aeronàutica francesa després de la Segona Guerra Mundial. L'Ouragan va estar en servei amb les forces aèries de França, l'Índia, Israel i El Salvador

## Operadors
Dades de World Air Forces
 França

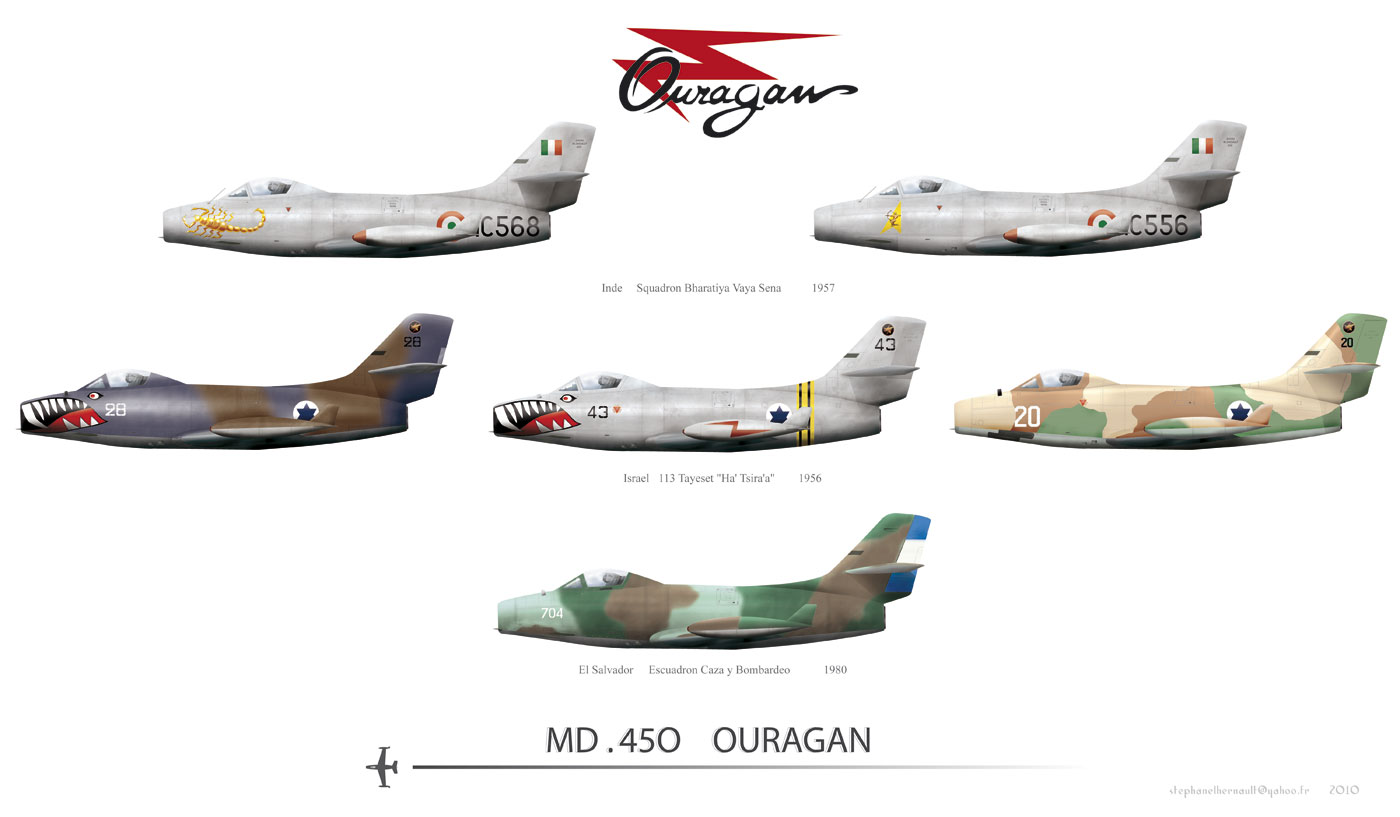
Il·lustració dels Dassault MD 450 Ouragans en servei fora de França.

- Exèrcit de l'aire francès va operar 370 exemplars, sense comptar amb els prototips.

 Índia
- Força Aèria Índia va operar 104 avions.

 Israel
- Força Aèria Israeliana va operar 75 avions.

 El Salvador
- Força Aèria Salvadorenya va operar 18 avions.

## Especificacions (M.D.450B)
Dades de Munson and Green.
Característiques generals
- Tripulació: una persona
- Longitud: 10,73 m
- Envergadura: 13,16 m
- Alçada: 4,14 m
- Superfície de l'ala 23,8 m²
- Relació d'aspecte: 7,3:1
- Pes buit: 4.142 kg
- Pes carregat: 7.404 kg
- Pes màxim d'enlairament: 7.900 kg
- Motor: 1× turboreactor Rolls-Royce Nene 104B , 22,2 kN

 Rendiment 
- Velocitat màxima absoluta : Mach 0.83
- Velocitat màxima: 940 km/h (508 nusos) (Mach 0,76) a nivell del mar
- Velocitat de creuer: 750 km/h
- Radi de combat: 450 km
- Abast en trasllat: 920 km
- Sostre de servei: 13.000 m
- Ràtio d'ascens: 38 m/s

- Distància d'enlairament: 783 m (2.570 peus)
- Distància d'aterratge: 910 m (2.985 peus)

Armament

- Metralladores: 4 canons automàtics Hispano-Suiza HS.404 de calibre 20 mm i 125 cartutxos cadascun
- Coets: 16 coets aire-terra de 105 mm de diàmetre Brandt T-10; o, 2 contenidors llançacoets Matra amb 18 coets SNEB de 68 mm de diàmtres
- Bombes: 2.270 kg de càrrega en 4 pilons externes, incloent diverses bombes de caiguda lliure (per exemple 2 de 454 kg (1,000 lliures) o 2 bombes amb 458 litres de napalm o dipòsits de combustible externs per augmentar l'autonomia.